# Matt Bishop (homme politique)
Matthew Adrian Bishop est un homme politique du Parti travailliste britannique qui est député de la forêt de Dean depuis les élections générales britanniques de 2024.

## Biographie
Bishop est né à Newport, dans le sud du Pays de Galles, et est élevé par ses grands-parents. Il rejoint la police à l'âge de 18 ans et sert dans trois gendarmeries jusqu'à ce que sa carrière policière soit interrompue par des blessures subies dans un accident de voiture alors qu'il est en service.
Il est conseiller travailliste au conseil de district de Forest of Dean avant les élections générales de 2024. Il bat le titulaire Mark Harper, le secrétaire d'État aux Transports, qui occupe le siège de Forest of Dean pour le Parti conservateur depuis 2005 avec une majorité de 278 voix sur 34 % des voix.